# Tanja Stelzer
Tanja Stelzer (* 1970 in Kronberg im Taunus) ist eine deutsche Journalistin und Autorin. Sie leitet das Ressort „Dossier“ der Wochenzeitung Die Zeit, wo sie vor allem Porträts und Reportagen schreibt.

## Werdegang
Stelzer studierte Germanistik und Politologie an der Universität Frankfurt am Main und in Paris. Während ihres Studiums schrieb sie als freie Journalistin für die Frankfurter Allgemeine Zeitung. Nach einer Volontariatsausbildung an der Deutschen Journalistenschule in München wurde Stelzer Redakteurin der „dritten Seite“ des Tagesspiegels. 2006 wechselte sie zur Wochenzeitung Die Zeit, wo sie an der Neuentwicklung des ZEITmagazins beteiligt war und später dort stellvertretende Chefredakteurin wurde. Seit 2012 schreibt sie für das Ressort „Dossier“ der Zeit, das sie heute gemeinsam mit Wolfgang Uchatius leitet.

## Bücher
- Tanja Stelzer: Unsere kleine Familie: fünfzig erste Schritte eines großen Abenteuers. Kiepenheuer, Berlin 2005, ISBN 978-3-378-01075-8.
- Matthias Kalle, Tanja Stelzer: Der Elternknigge: Ein etwas anderer Erziehungsratgeber. Bloomsbury, 2011, ISBN 978-3-833-30749-2.

## Auszeichnungen
- für den Beitrag „Brüssel, 22. März 2016“[2] über die Terroranschläge in Brüssel am 22. März 2016
  - Nannen Preis (Egon-Erwin-Kisch-Preis) 2017[3]
  - Journalisten-Preis des Weißen Rings 2017[4]
- für den Beitrag „Die Lüge ihres Lebens“[5] über den Justizirrtum um Dieter Gill
  - Regino-Preis 2014[6]
- für „Die Doris-Show“[7] über die Kandidatur von Doris Schröder-Köpf zur Landtagswahl in Niedersachsen 2013
  - Deutscher Reporterpreis 2012 (Beste politische Reportage)[8]